# František Mašláň
František Mašláň (3. prosince 1893 Kelč) byl moravský učitel, spisovatel, literární kritik a historik.

## Život
František se narodil jako nemanželské dítě Theresii Mašláňové (*1869). Měl staršího bratra Ludvíka (1892). Matka se s oběma syny přestěhovala do Prahy, kde byla policejně hlášena od roku 1911. Provdala se zde za vdovce, obchodního zástupce Jana Bergmanna (*1854), se kterým žila spolu se syny na Královských Vinohradech.
František Mašláň studoval na gymnáziích v Přerově a Kroměříži, v letech 1911–1917 vystudoval Filozofickou fakultu Univerzity Karlovy v Praze (rigoróza z filologie slovanské a germánské a z filozofie).
Byl středoškolský učitel, literární kritik a historik, filosof, divadelní a šachový spisovatel, vydavatel knihoven: Epištoly demokracie a Kněhyně. Překládal z němčiny.
V Praze III bydlel na adrese Všehrdova 6.

## Dílo

### Spisy
- Bernard Bolzano a české obrození – dizertační práce. Praha: FF UK, 1917
- Komenský a svobodní zednáři – s úvodní básní Jar. Vrchlického Památce J. A. Komenského. Praha: Dědictví Komenského, 1921
- Dějiny svobodného zednářství v Čechách – Praha: vlastním nákladem, 1923
- O mírových snahách presidenta Masaryka – Praha: Sociální služba, 1923
- O významu a úkolech svobodného zednářství: (prohlášení práv lidských a občanských: Spojené státy evropské) – Praha: Sociální služby, 1923
- Jak lze pracovati pro světový mír – Praha: Epištoly demokracie, 1923[6]
- Petr Bezruč, básník "Slezských písní" – Frenštát p. R.: Okresní osvětový sbor, 1927
- Ivan Klicpera, autor "Jindry" – Praha: Kněhyně, 1929
- Desatero hry šachové a přehled zahájení – revidoval Salo Flohr. Praha: Kněhyně, 1930
- O mírových snahách presidenta Masaryka – s básní J. Rokyty a s nejnovější literaturou; perokresba E. Pacovského. Praha: Kněhyně, 1930
- Desatero hry šachové a přehled zahájení – revidoval Salo Flohr, mistr Prahy. Praha: Kněhyně, 1931
- Šachová strategie: (studie a partie): pro začátečníky i pokročilé: doplněk "Desatera hry šachové a přehledu zahájení" – Praha: Kněhyně, 1932
- Bitva na šachovnici: (základy a partie): stručný a srozumitelný návod pro začátečníky: glosované partie šachových turnajů – Kněhyně, 1934

### Drama
- Václav a Boleslav: o třech jednáních – Praha: Kněhyně, 1929
- Boleslav Ukrutný – rukopis[5]

### Překlady
- O výchově sirotků zednářských – Ignaz Cornova. Praha: Dědictví Komenského, 1923
- Nejlepší stát – Bolzano. Karlín: Sociální služba, 1923
- Duch, jeho vznik a zánik – Augustin Smetana. Praha: Česká akademie, 1923[6]

### Jiné
- Bitva u Lipan: historický román – Ivan Klicpera; upravil. Praha: Hladík a Ovesný, 1929
- Čeští vyhnanci: historický román – Ivan Klicpera; upravil. Praha: Hladík a Ovesný, 1929
- Suplentova sázka a jiné povídky – Ivan Klicpera; upravil. Praha: Hladík a Ovesný, 1929
- Touha po štěstí: román ze života umělcova – Ivan Klicpera; upravil. Praha: Hladík a Ovesný, 1929
- Život Svatého Václava sepsaný Karlem IV. Otcem vlasti – Ilustrace Jan Konůpek; napsal doslov. Hranice: Josef Hladký, 1929

## Zajímavost
Při vydání publikace Desatero hry šachové a přehled zahájení se František Mašláň dostal do právního sporu s šachovým mistrem Salo Flohrem. V knize bylo uvedeno, že ji Flohr revidoval, ten však veřejně prohlásil, že ji nerevidoval a obsah před vydáním neznal. Po autorovi žádal odstranění svého jméno a náhradu nehmotné škody. Naopak Mašláň žaloval Flohra pro urážku na cti, ale později mezi nimi došlo ke smíru. Knihu provázel další soudní spor mezi Mašláněm a šachovým redaktorem deníku Venkov Janem Prchalem, jehož kritika byla nepříznivá s tím, že publikace je neodborná a s mnoha chybami. Nejvyšší soud v Brně nakonec obžalovaného Prchala osvobodil.